# Chimki Moskwa
Chimki Moskwa (ros.баскетбольный клуб Химки Моско́вской о́бласти) – rosyjski klub koszykarski występujący w najwyższej klasie rozgrywkowej – Superlidze.

## Sukcesy
- Finalista EuroChallenge: (2006)
- Puchar Rosji: (2008)
- Finalista Eurocup: (2009)